# Телішевський Михайло Захарович
Миха́йло Заха́рович Теліше́вський (нар. 1915 — пом. 7 травня 1943) — радянський військовий льотчик часів Другої світової війни, заступник командира ескадрильї 148-го винищувального авіаційного полку (287-а винищувальна авіаційна дивізія, 4-а повітряна армія), капітан. Герой Радянського Союзу (1943).

## Біографія
Народився у 1915 році в селі Вовча Балка Юзефпільської волості Балтського повіту Подільської губернії Російської імперії (нині — Вільшанський район Кіровоградської області) в селянській родині. Українець. Закінчив 8 класів. Працював комбайнером.
До лав РСЧА призваний 31 січня 1940 року. У 1941 році закінчив Чугуївське військове авіаційне училище льотчиків.
Учасник німецько-радянської війни з 22 червня 1941 року. Воював на Північно-Західному, Брянському, Південно-Західному, Сталінградському і Північно-Кавказькому фронтах.
23 вересня 1941 року під час штурмування аеродрому Полтава, лейтенант М. З. Телішевський знищив на землі 1 літак ворога й подавив вогонь однієї зенітно-артилерійської обслуги. При виконанні іншого бойового завдання літак Телішевського був підбитий і загорівся. Перетягнувши за лінію фронту, льотчик вистрибнув з парашутом, отримавши при цьому опіки обличчя 2-го ступеня. До грудня 1941 року здійснив 39 бойових вильотів на штурмування ворожих військ, повітряну розвідку та супроводження бомбардувальників.
Свою першу повітряну перемогу одержав 23 лютого 1942 року в повітряному бою над селищем Кузьминка Орловської області.
Всього до травня 1943 року здійснив 146 бойових вильотів, з них на штурмовку наземних цілей — 16, на супроводження бомбардувальників — 59, на розвідку — 13, на прикриття наземних військ — 58. У 28 повітряних боях збив 14 (особисто — 10, у парі — 3, в групі — 1) літаків супротивника.
7 травня 1943 року, прикриваючи наземні війська в районі станиці Кримської Краснодарського краю, вступив у повітряний бій, в ході якого збив 1 літак ворога, але й сам був підбитий. З бойового завдання не повернувся.

## Нагороди
Указом Президії Верховної Ради СРСР від 24 серпня 1943 року за зразкове виконання бойових завдань командування на фронті боротьби з німецькими загарбниками та виявлені при цьому відвагу і героїзм, капітану Телішевському Михайлу Захаровичу присвоєне звання Героя Радянського Союзу (посмертно).
Також був нагороджений двома орденами Червоного Прапора (09.12.1941, 23.09.1942) і орденом Вітчизняної війни 1-го ступеня (21.05.1942).